# Verwaltungsgemeinschaft An der Schmücke
In de Verwaltungsgemeinschaft An der Schmücke uit de Kyffhäuserkreis in de Duitse deelstaat Thüringen werkten acht gemeenten samen bij het uitvoeren van hun gemeentelijke taken. Zetel van de Verwaltungsgemeinschaft was de stad Heldrungen.
Op 1 januari 2019 fuseerden 6 van de 8 gemeenten tot de gemeente An der Schmücke, alleen Etzleben en Oberheldrungen bleven zelfstandig en de gemeente An der Schmücke nam de rol van de Verwaltungsgemeinschaft over, die op deze dag werd opgeheven.

## Gemeenten
1. Bretleben
2. Etzleben
3. Gorsleben
4. Hauteroda
5. Heldrungen, stad
6. Hemleben
7. Oberheldrungen
8. Oldisleben